# Campaner blanc
El campaner blanc (Procnias albus) és una espècie d'au paseriforme de la família Cotingidae pertanyent al gènere Procnias. És nadiu del nord d'Amèrica del Sud. A Veneçuela també se'l coneix com a ocell campaner.

## Distribució i hàbitat
Es distribueix en l'escut guaianès a Veneçuela, Guyana, Surinam, Guaiana Francesa i extrem nord del Brasil, i, de forma disjunta i localitzada al sud-est de l'Amazònia brasilera. En canvi, la seva presència a Trinitat i Tobago és rara i accidental.
Aquesta espècie és considerada poc comuna i local en el seu hàbitat natural, el dosser arbori i les vores dels boscos humits, principalment de regions serranes per sota dels 1250 metres d'altitud.

## Descripció
El mascle fa aproximadament 28,5 cm. de longitud i la femella 27,5 cm. El plomatge del mascle és completament blanc; presenta un apèndix carnós llarg i prim, penjant del bec. La femella és verda oliva a les parts superiors i color crema finament estriat de verd oliva a les parts inferiors. El seu cant és particular, el més fort registrat entre les aus, el nivell de soroll de les quals arriba fins als 125 decibels. S'alimenta principalment de fruits.

## Sistemàtica

Il·lustració de Levaillant a Histoire naturelle d'una partie d'oiseaux nouveaux et rares de l'Amérique et des Indes, 1801

### Descripció original
L'espècie P. albus va ser descrita per primera vegada pel naturalista francès Johann Hermann en 1783 amb el nom científic d'Ampelis alba; localitat tipus «Cayena».

### Etimologia
El nom genèric masculí «Procnias» deriva del grec «Prokne o Procne»: personatge de la mitologia grega que es transforma en una oreneta (vegeu Progne); i el nom de l'espècie «albus», prové del llatí: 'blanc, alb'.

### Taxonomia
És gairebé segur que sigui molt propera al campaner tricarunculat (Procnias tricarunculatus), amb qui comparteix diverses característiques morfològiques.

### Subespècies
Segons les classificacions del Congrés Ornitològic Internacional (IOC) i la Clements Checklist de 2017, es reconeixen dues subespècies amb la corresponent distribució geogràfica:
- Procnias albus albus (Hermann, 1783) - est i extrem sud de Veneçuela (est de Bolívar, Turó de la Neblina), les Guaianes i nord del Brasil adjacent (nord de Roraima i nord de Pará, també registres aïllats a l'est del baix riu Negro).
- Procnias albus wallacei (Oren & Novaes, 1985) - Serra dos Carajás, al sud-est de Pará (Brasil).